# 戴爾角
71°53′S 100°37′W / 71.883°S 100.617°W
戴爾角是南極洲的海岬，位於埃爾斯沃思地，處於瑟斯頓島北岸，根據美國海軍在1946年12月拍攝的空中照片繪入地圖，以無線電工程師命名。